# 斯塔克 (佛罗里达州)
斯塔克（英語：Starke），是美国佛罗里达州布拉福縣下属的一座城市。建立于1870年。面积约为17.3平方公里（约合6.7平方英里）。根据2010年美国人口普查，该市有人口5,449人。论人口在本州排行第208。